# Tomteparaden i Brålanda
Tomteparaden i Brålanda, även kallat Tomtetåget i Brålanda är en årlig parad i Brålanda i Västra Götalands län som arrangerats den första lördagen i december ända sedan 1952.

## Om paraden
Sedan 1952 färdas Tomtetåget genom Brålanda den första lördagen i december. I tåget finns ekipage, tomtar och musik. Paraden lockar årligen flera tusen åskådare och 2002 slog den världsrekord i antal tomtar på och en och samma plats: 2 658 stycken. Rekordet slogs 2005 i Wales, då drygt 4 000 tomtar samlades på samma plats.